# Sphaerites
Sphaerites (česky nepravý mršník) je rod brouků, jediného rodu v čeledi Sphaeritidae. Jsou blízkými příbuznými mršníků, ale
odlišují se od nich několika charakteristickými znaky. Je známo pět (neboli šest, považujeme-li S. politus Mannerheim za platný druh) druhů, rozšířených zejména ve vyšších polohách Holarktického regionu. Bezpochyby monofyletická čeleď Sphaeritidae zahrnuje jediný rod Sphaerites se šesti druhy rozšířenými v lesnatých a alpínských oblastech Holarktické oblasti. Nejčastější je S. glabratus, který je široce rozšířen ve střední a severní Evropě (včetně Velké Británie), v Rusku (včetně Sibiře a Dálného Východu), Mongolsku a Japonsku. Příbuzný S. politus Mannerheim, 1846 se vyskytuje v západní části Severní Ameriky, a zřejmě také na východě Ruska a v Japonsku, což ale zpochybňuje Löbl (1996). Rod zahrnuje ještě čtyři ve sbírkách řídce zastoupené druhy známé jenom z několika lokalit ve střední Číně.
Dospělci dosahují délky 4,5–7 mm, mají oválné tělo černé barvy s modravě-zeleným leskem. Brouci jsou široce oválného tvaru, klenutí, převážně jednobarevně černí, neochlupení, se slabým, zeleně kovovým leskem (kromě dvou čínských druhů, které mají krovky částečně oranžové nebo červené). Čeleď Sphaeritidae dosud nebyla revidovaná a vzájemné vztahy mezi druhy nebyly zkoumané fylogenetickými metodami.
O jejich životě toho není mnoho známo, obecně jsou však nalézáni v rozkládajících se materiálech a houbách. Podle Newtona (2000) a Nikitského (1976) jsou Sphaeritidae vesměs vzácní brouci. Jsou většinou nalézáni v hnijících látkách organického původu nebo v jejich blízkosti, např. v exkrementech, houbách, zdechlinách, na vytékající míze stromů (např. bříz či javorů) nebo pařezů, přilétají též do feromonových lapačů (T. Lackner & J. Vávra, vlastní pozorování). Životní cyklus těchto brouků je dosud nedostatečně známý, s výjimkou prvního larválního instaru Sphaerites glabratus, který vychoval a popsal Nikitsky (1976). Tento popis částečně převzali Newton (1991) a Hansen (1997). Podle Nikitského (1976) se brouci páří blízko vytékající mízy stromů a samička následně klade vajíčka do mízou nasáknuté půdy. Larvy mají rychlý vývoj a další generace dospělců se líhne do jednoho měsíce. Jiří Vávra (Ostrava, osobní sdělení) udává větší počet dospělých jedinců nalezených v mízou nasáklé hrabance u paty javoru horského (Acer pseudoplatanus); jiné dva kusy našel na exkrementu kuny (Martes martes). Soud dle morfologie ústních orgánů, které jsou velice podobné ústním orgánům mršníků, jsou dospělci i larvy Sphaeritidae pravědpodobně draví, proto Nikitského (1976) údaj o dospělcích živících se vytékající březovou mízou je potřebné ověřit (Newton 2005).
Sphaerites glabratus je ve střední Evropě jen vzácně nalézaným druhem. Vyskytuje se ve smíšených a jehličnatých lesích středních a horských poloh, dospělci byli v přírodě sbíraní od konce dubna do srpna (T. Lackner & J. Vávra, vlastní pozorování).